# Lista över städer i Hamburg
Här listas alla orter i det tyska förbundslandet Hamburg som har eller har haft stadsprivilegier.
| Stad    | Stad sedan | Folk- mängd 2006 |
| ------- | ---------- | ---------------- |
| Hamburg | Ca 1215    | 1.738.483        |

## Lista över tidigare städer i Hamburg
| Stad                 | Köping sedan-till | Stad sedan-till | Folk- mängd 2006 | Anmärkning                       |
| -------------------- | ----------------- | --------------- | ---------------- | -------------------------------- |
| Altona               | före 1664         | 1664-1938       | 246.860          | blev del av Hamburg              |
| Bergedorf            | -                 | 1275-1938       | 41.019           | blev del av Hamburg              |
| Harburg              | 1288              | 1620-1926       | 199.976          | blev del av Harburg-Wilhelmsburg |
| Harburg-Wilhelmsburg | -                 | 1927-1938       |                  | blev del av Hamburg              |
| Wandsbek             | 1833              | 1870-1938       | 32.511           | blev del av Hamburg              |
| Wilhelmsburg         | -                 | 1925-1926       | 48.322           | blev del av Harburg-Wilhelmsburg |